# Parafia św. Mikołaja i św. Stanisława Biskupa w Kałowie
Parafia pw. Świętego Mikołaja i Świętego Stanisława Biskupa w Kałowie – parafia rzymskokatolicka znajdująca się w archidiecezji łódzkiej w dekanacie poddębickim. Mieści się pod numerem 10 w Kałowie. Parafię prowadzą księża diecezjalni